# Schottische Badmintonmeisterschaft 1953
Die Schottische Badmintonmeisterschaft 1953 fand in Edinburgh statt. Es war die 32. Austragung der nationalen Meisterschaften von Schottland im Badminton.

## Titelträger
| Disziplin    | Sieger                              |
| ------------ | ----------------------------------- |
| Herreneinzel | Alastair Russell                    |
| Dameneinzel  | Nancy Horner                        |
| Herrendoppel | James C. Mackay Wilfred Robinson    |
| Damendoppel  | Nancy Horner Elizabeth Armstrong    |
| Mixed        | Alastair Russell Isobel Montgomerie |